# Andrés Parra
Andrés Parra (Cali, 18 de setembro de 1977) é um ator colombiano de cinema e televisão.

## Biografia
Ingressou na Escola de formação de Atores de Teatro Livre. Participou de várias obras no teatro e no cinema. 
Em 2008 participa da série El cartel.
Em 2012 protagonizou a série Pablo Escobar, el patrón del mal, onde interpretou o famoso traficante colombiano Pablo Escobar. Por meio deste trabalho, o ator ganhou vários prêmios e obteve vários reconhecimentos. Para interpretar o personagem, o ator buscou ajuda psicológica para entender a personalidade de um narcotraficante.
Devido ao sucesso e à repercussão desta série e do personagem, o ator esteve cotado para ser o protagonista da narco-novela El señor de los cielos. Porém o ator acabou fazendo uma pequena participação na história, interpretando Pablo Escobar, seu personagem anterior e o mesmo da narco-série colombiana.
Também interpretou o Pablo Escobar na série La viuda negra. 
Em 2017 protagoniza a série El Comandante, interpretando o militar e ex-presidente venezuelano Hugo Chávez

## Carreira

### Televisão
- Por amor a Gloria (2005) .... Lorenzo Pava
- Casados con hijos (2005)
- Nuevo Rico Nuevo Pobre (2008) .... Orlando
- El cartel (2008) .... Alfonso Rendón "El Anestesia"
- Muñoz vale por 2 (2008) .... Pacheco
- Cámara café (2008) .... Plastin
- El encantador (2009) ....  Ramsés Colmenares
- El cartel 2 (2010) .... Alfonso Rendón "El Anestesia"
- Hilos de amor (2010)  .... Tony
- Amar y temer (2011) .... Román Ortiz
- La bruja (2011) .... Jaime Cruz
- Pablo Escobar, el patrón del mal (2012) - Pablo Escobar
- El señor de los cielos (2013) - Pablo Escobar
- La Suegra (2014) - René Higuera del Castillo
- La viuda negra (2014) - Pablo Escobar
- El Comandante (2016) - Hugo Chávez

### Cinema
- Santuario (2003)
- El Trato (2004)
- Ciudad Crónica (2005)
- Ojos que no ven (2006)
- Ventanas (2006)
- Satanàs(2007) - Pablo
- El amor en los tiempos del cólera (2007)
- Perro come perro (2006)
- Doctor Alemán (2007)
- Collar de Perlas (2007)
- Cria Cuervos (2007)
- Nochebuena (2008)
- QR9 16 48 (2008)
- La pasión de Gabriel (2009)
- Los futbolistas (2009)
- Sanandresito (2011)
- El Cartel De Los Sapos: La Película (2012)
- The Vanished Elephant (2014)
- The Seed of Silence (2015)